# تساتسارووتسی (استان صوفیه)
تساتسارووتسی (به بلغاری: Tsatsarovtsi) یک منطقهٔ مسکونی در بلغارستان است که در استان صوفیه واقع شده‌است.